# Landkreis Ebersberg
Landkreis Ebersberg is een Landkreis in de Duitse deelstaat Beieren, regio Oberbayern. De Landkreis telt 144.091 inwoners (31 december 2020) op een oppervlakte van 549,30 km². De Kreisstadt van Ebersberg is de gelijknamige stad: Ebersberg. 

## Indeling

De gemeentes in de Landkreis

Ebersberg omvat 21 gemeenten, waarvan twee de status van stad hebben. Drie gemeenten mogen zich Markt noemen. Er zijn drie kleinere gebieden die niet gemeentelijk zijn ingedeeld.
Steden
1. Ebersberg
2. Grafing bij München

Märkte
1. Glonn
2. Kirchseeon
3. Markt Schwaben

Overige gemeenten
1. Anzing
2. Aßling
3. Baiern
4. Bruck
5. Egmating
6. Emmering
7. Forstinning
8. Frauenneuharting
9. Hohenlinden
10. Moosach
11. Oberpframmern
12. Pliening
13. Poing
14. Steinhöring
15. Vaterstetten
16. Zorneding

Niet gemeentelijk ingedeelde boswachterijen:
1. Anzinger Forst (31 km²)
2. Ebersberger Forst (18 km²)
3. Eglhartinger Forst (27 km²)

## Verwaltungsgemeinschaften
- Aßling, met de gemeentes Aßling, Emmering en Frauenneuharting
- Glonn, met de gemeentes Markt Glonn, Baiern, Bruck, Egmating, Moosach en Oberpframmern

Aichach-Friedberg · Altötting · Amberg · Amberg-Sulzbach · Ansbach (stad) · Landkreis Ansbach · Aschaffenburg (stad) · Landkreis Aschaffenburg · Augsburg (stad) · Landkreis Augsburg · Bad Kissingen · Bad Tölz-Wolfratshausen · Bamberg (stad) · Landkreis Bamberg · Bayreuth (stad) · Landkreis Bayreuth · Berchtesgadener Land · Cham · Coburg (stad) · Landkreis Coburg · Dachau · Deggendorf · Dillingen an der Donau · Dingolfing Landau · Donau-Ries · Ebersberg · Eichstätt · Erding · Erlangen · Erlangen-Höchstadt · Forchheim · Freising · Feyung-Grafenau · Fürstenfeldbruck · Fürth (stad) · Landkreis Fürth · Garmisch-Partenkirchen · Günzburg · Haßberge · Hof (stad) · Landkreis Hof · Ingolstadt · Kaufbeuren · Kelheim · Kempten im Allgäu · Kitzingen · Kronach · Kulmbach · Landsberg am Lech · Landshut (stad) · Landkreis Landshut · Lichtenfels · Lindau · Main-Spessart · Memmingen · Miesbach · Miltenberg · Mühldorf am Inn · München · Landkreis München · Neuburg-Schrobenhausen · Neumarkt in der Oberpfalz · Neurenberg · Neustadt an der Aisch-Bad Windsheim · Neustadt an der Waldnaab · Neu-Ulm · Nürnberger Land · Oberallgäu · Ostallgäu · Passau (stad) · Landkreis Passau · Pfaffenhofen an der Ilm · Regen · Regensburg (stad) · Landkreis Regensburg · Rhön-Grabfeld · Rosenheim (stad) · Landkreis Rosenheim · Roth · Rottal-Inn · Schwabach · Schwandorf · Schweinfurt (stad) · Landkreis Schweinfurt · Starnberg · Straubing · Straubing-Bogen · Tirschenreuth · Traunstein · Unterallgäu · Weiden in der Oberpfalz · Weilheim-Schongau · Weißenburg-Gunzenhausen · Wunsiedel im Fichtelgebirge · Würzburg (stad) · Landkreis Würzburg
Anzing ·
Aßling ·
Baiern ·
Bruck ·
Ebersberg ·
Egmating ·
Emmering ·
Forstinning ·
Frauenneuharting ·
Glonn ·
Grafing bei München ·
Hohenlinden ·
Kirchseeon ·
Markt Schwaben ·
Moosach ·
Oberpframmern ·
Pliening ·
Poing ·
Steinhöring ·
Vaterstetten ·
Zorneding